# Grand Arm
Grand Arm（グランド・アーム）は、元古井戸の加奈崎芳太郎を中心に結成された日本のロックバンド。
「97～98年に都内ライブハウスを中心にライブを行っていたが、その後突然姿を消してしまった幻のバンド」とされている。
元古井戸の加奈崎芳太郎がK2ユニット解散後の1987年に坂出雅海、栗山豊二、GOと結成した加奈崎ユニットが原型となっている。
加奈崎ユニットは坂出雅海の一時脱退を経て1996年に再結成されたが、1997年にパーカッションの栗山豊二が脱退。同年に元フリクションのチコヒゲをドラマーとして迎え、バンド名を「Grand Arm」と改めて活動を再開した。
2000年にホルモンタンクレコードからライブ・アルバム『海賊盤 -Live '97～'98-』を発表。このアルバムがGrand Armが残した唯一の公式音源となっている。